# Жалілі Фаділі
Жалілі Фаділі (араб. الجيلالي الفاضيلي, нар. 1940) — марокканський футболіст, що грав на позиції захисника.

## Кар'єра
У дорослому футболі дебютував виступами за команду ФАР (Рабат), кольори якої і захищав протягом усієї своєї кар'єри гравця, вигравши з командою п'ять титулів чемпіона Марокко в 1963, 1964, 1967, 1968 і 1970 роках, а також Кубок країни один раз в 1971 році. Завершив ігрову кар'єру у 1972 році.
У складі національної збірної Марокко був учасником чемпіонату світу 1970 року у Мексиці, де Марокко посіло останнє місце в групі, а Фаділі взяв участь у двох матчах — проти Болгарії та Перу.

## Досягнення
- Чемпіонат Марокко (5): 1962/63, 1963/64, 1966/67, 1967/68, 1969/70
- Володар Кубка Марокко (1): 1959, 1971